# Íarmumu
Íarmumu (on trouve également les graphies Íarmuman ou Íarmumhain, ainsi que l'appellation Íarlúachair) était l'un des royaumes du Munster (en irlandais : Muman ou Mumu), dont il occupait la partie occidentale, entre le Ve siècle et le IXe siècle. À partir du début du IXe siècle, et pour les quatre siècles suivants, le royaume apparaît dans les annales sous le nom de Loch (ou Locha) Léin. 

## Origine
Le nom Íarmumu vient de íar-, qui signifie après, derrière, et désigne donc l'ouest pour un observateur placé face au soleil levant, et de Mumu, devenu plus tard Muman ou Mumhain, nom indiquant la prospérité et le caractère nourricier de la terre : 
Muma, c’est-à-dire plus grand (mó) sa prospérité (ana) que la prospérité d'aucune autre province d’Irlande ; car c’est là qu’était honorée la déesse de la prospérité, dont le nom était Ana, et d’elle ont été nommées les Deux Seins d’Ana au-dessus de Lúchair Degad. 
La désignation Íarluachair avait un caractère plus géographique. Elle correspondait aux territoires situés à l'ouest du Lúachair ou Sliab Lúachra, une ligne de collines courant nord-sud, suivant approximativement les limites des actuels comtés de Limerick et de Kerry, et qui joue un grand rôle dans les premiers mythes irlandais, comme on peut le voir dans cet extrait des Dindshenchas : 
Lúachair elle-même était une plaine fleurie jusqu’au temps des fils d’Ugaine, ou – comme d’autres disent – jusqu’à la naissance de Conn. Car c’est alors que les rivières Suir, Nore et Barrow, le Loch Riach et le Loch Léin jaillirent à Lúachair ; [c'est alors que] l’arbre de Tortu, l’if de Rossa, l’arbre de Mugna et l’arbre de Dathe furent vus [pour la première fois].
Le royaume de Íarmumu était dirigé par la branche des Eóganacht Locha Léin, également appelé Ui Caipre Lúachra c'est-à-dire descendants de Caipre Luachra mac Cuirc, un fils de Conall Corc mac Lugaid (le fondateur de Cashel) et de Mungfionn, fille de Feredach, roi des Pictes d'Écosse. Caipre Luachra était un descendant à la 6e génération d'Éogan Mór, l'ancêtre de tous les Eóganachta. 
Le Livre de Munster raconte en effet que Caipre alla vers l'ouest au-delà de Luachair Deadhaid (Slieveloughra) pour trouver les terres où installer sa famille, fondant ainsi le royaume de Íarmumu : 
Quatre oiseaux étaient dans un nid (à Cashel). Deux autres oiseaux vinrent en Irlande et combattirent contre eux, puis l'un d'entre eux s'en alla droit vers l'ouest tandis que l'autre partait vers l'est. Des quatre oiseaux du nid, trois s'envolèrent vers le sud-ouest. Un seul resta dans le nid avec la reine. Nad Fraoich, fils de Corc, fut celui qui resta en arrière — il fut le roi de Cashel issu de cette reine.
Le premier oiseau du songe, celui qui partit vers l'ouest, était Cairpre. 

## Rapports avec le royaume de Muman
Les royaumes de Íarmumu (à l'ouest) et de Desmumu (au sud) correspondaient tous deux à des entités géographiques clairement définies, au contraire des autres royaumes du Muman, comme celui des Múscraige qui n'était qu'un assemblage de peuples géographiquement séparés. Aurmumu était le cœur du royaume (c'est là qu'était situé le siège royal de Cashel). Par contre, Túadmumu (le nord), n'avait pas d'importance particulière, du moins jusqu'au IXe siècle. 
Les royaumes de Íarmumu et de Dessmumu étaient, avec celui des Uí Fidgenti, des royaumes clients libres plutôt que des royaumes vassaux. Leurs relations avec les rois de Cashel étaient ainsi définis par une série de termes qui les mettait sur une sorte de pied d'égalité : 
- ils échangeaient des otages (comgíall : égalité concernant les otages), quand les vassaux donnaient des otages à leur seigneur ;
- leurs habitants disposaient de droits légaux dans les autres royaumes, et les contrats pouvaient donc franchir les frontières d'un royaume à un autre ;
- ils avaient un lien de comchairde (alliance, relations amicales) : ces royaumes étaient des alliés car leurs rois étaient parents, même s'ils n'étaient pas des Eóganachta du cercle proche du pouvoir. Leurs rois devaient le service militaire, mais leurs peuples étaient traités d'égal à égal avec ceux des autres Eóganachta (comfonaidm : garantie de sécurité mutuelle).

Il y avait aussi deux autres royaumes aux statuts particuliers, celui d'Osraige dans l'extrême est du pays et celui des Corcu Loígde au sud-ouest, dans la partie ouest de l'actuel comté de Cork. Les deux étaient libres et exempts de tribut. Ce statut particulier s'expliquait par le fait qu'ils avaient dirigé le royaume de Muman avant l'apparition des Eóganachta et étaient donc, de ce fait, ce que Charles-Edwards appelle « les respectables has-been politiques du Munster ». 
Toutefois, si l'un des rois de Íarmumu ou de Dessmumu venait assister à une cérémonie ou à une fête à Cashel, il avait le privilège de s'asseoir aux côtés du roi, sur le même siège que lui, c'est-à-dire littéralement sur le siège de la royauté. Le roi d'Osraige n'avait que le privilège de s'asseoir sur un siège à côté de lui. 
La branche des Locha Léin (comme celle des Raithleann, qui gouvernait le royaume de Dessmumu) était cependant marginalisée et se voyait même parfois déniée son appartenance à la famille des Eóganachta, comme c'est le cas dans le Frithfolad, un texte écrit probablement dans la première moitié du VIIIe siècle, avant le retour au pouvoir des Locha Léin. 

## Éléments de chronologie
|            | événement | source                          |
| ---------- | --- | ------------------------------- |
| v. 618     | Mort d'Áed Bennán, roi de Íarmumu et de Muman. | M614.3, T618.3.                 |
| v. 633     | Mort d'Áed Damnán, roi de Íarmumu. | AI633.1                         |
| v. 636-645 | Défaite et fuite de Máel Dúin, fils d'Áed Bennán, roi de Íarmumu, à la bataille de Cathair Chinn Chon (ou Cenn Con).                                 | M660.5, AI661.2, T661.3, CS662. |
| v. 661     | Mort de Máel Dúin. | M660.5, AI661.2, T661.3, CS662. |
| v. 687     | Congal, fils de Máel Dúin, roi de Íarmumu, est tué, probablement par un moine.                                                                       | M687.4, U690.1, CS690.          |
| v. 700     | Mort de Máel Bracha, roi de Íarmumu. | AI700.1                         |
| v. 717     | Mort de Cú Dínaisc, fils de Foirchellach, roi de Íarmumu.                                                                                            | AI717.2                         |
| v. 734     | Áed, fils de Conaing, roi de Íarmumu, est assassiné.                                                                                                 | M727.6, U733.5, AI734.1.        |
| v. 747     | Cairpre, fils de Cú Dínaisc, est tué à la bataille de Cúil Géisi perdue contre le royaume de Muman.                                                  | U747.8, AI747.1, T747.10.       |
| v. 757     | Máel Dúin, fils d'Áed fils de Conaing, roi de Íarmumu et de Muman, tue Cumascach, roi des Uí Failge de Laigin au cours d'une bataille.               | T757.6                          |
| v. 766     | Máel Dúin est battu par une coalition des Uí Fidgenti et des Arad Cliach.                                                                            | AI766.2                         |
| v. 775     | Le Haut-Roi Donnchad Midi mac Domnaill des Uí Néill dévaste le royaume de Muman.                                                                     | U775.5                          |
| v. 776     | Nouvelle victoire des Uí Néill contre le royaume de Muman.                                                                                           | U776.11                         |
| v. 779     | Guerre civile en Muman, au cours de laquelle Fergal, fils d'Éladach, roi de Desmumu, est tué. Breislén de Béirre des Corcu Loígde en sort vainqueur. | U779.11                         |
| v. 786     | Mort de Máel Dúin mac Áedo. | M781.6, U786.1, AI786.1.        |
| v. 791     | Cú Choingelt, fils de Cairpre, roi de Íarmumu, est assassiné.                                                                                        | AI791.2                         |
| v. 803     | Áed Allán, fils de Cairpre, roi de Íarmumu, meurt au cours d'une bataille contre les Ciarraige Lúachra.                                              | AI803.1                         |
| v. 807     | Massacre d'étrangers (Normands) par Cobthach, fils de Máel Dúin, seigneur de Loch Léin.                                                              | M807.15                         |
| v. 812     | Massacre de païens (Normands) par Cobthach, fils de Máel Dúin, seigneur de Loch Léin.                                                                | U812.11                         |
| v. 833     | Cobthach, fils de Máel Dúin, roi de Íarmumu, est assassiné.                                                                                          | M832.8, U833.9, AI833.2.        |
| v. 835     | Mungairit et d'autres églises de Íarmumu sont brûlées par les païens (Normands).                                                                     | U835.11                         |
| v. 838     | Mort de Máel Crón, fils de Cobthach, roi de Loch Léin.                                                                                               | M837.12, U838.5.                |
| v. 869     | Pillage du royaume de Muman, depuis le Luachair vers l'ouest, par Cerball mac Dúnlainge, roi d'Osraige.                                              | M832.8, U833.9, AI833.2.        |

À partir du début du IXe siècle, les rois de Íarmumu sont en lutte contre leurs vassaux des Ciarraige Lúachra qui finiront pas s'émanciper, passant sous le contrôle direct des rois de Cashel peut-être pendant le règne de leur roi Cobthach († v. 850), alors que Feidlimid mac Crimthain, roi de Muman, est aussi de fait le Haut-Roi d'Irlande. Ils ne se remettront jamais de la perte de ces territoires. 

## Généalogie des rois de Íarmumu
(en caractères gras, les individus ayant également régné sur le royaume de Muman)
Il existait deux branches de la famille royale des Locha Léin : 
- les descendants de la branche aînée, issue de Cummine, l'un des fils d'Áed Bennán mac Crimthainn,
- les descendants de la branche cadette, issue du frère d'Áed Bennán, Áed Find.

Au VIIIe siècle, la royauté sur le Íarmumu alternait régulièrement entre ces deux branches, à l'image du système de rotation qui régissait le choix des rois de Cashel : 
- Conall Corc mac Lugaid, fondateur de Cashel.
  - Caipre Luachra mac Cuirc
    - Maithne ou Maine
      - Dauí Iarlaithe mac Maithni, † v. 500
        - Cobthach
          - Crimthann
            - Áed Bennán mac Crimthainn, † v. 619.
              - Mór Muman, † v. 636.
              - Máel Dúin mac Áedo Bennán, roi de Íarmumu, † v. 661.
                - Congal, roi de Íarmumu, † v. 690.

              - Cummine
                - Conaing
                  - Áed (Bennán), roi de Íarmumu, † v. 734.
                    - Máel Dúin mac Áedo, † v. 786.
                      - Cobthach, roi de Íarmumu, † v. 833.
                        - Máel Crón, roi de Íarmumu, † v. 838.

            - Áed Damnán, † v. 633, roi de Íarmumu.
            - Áed Find
              - Cenn Fáelad
                - Foirchellach ou Cellach
                  - Cú Dínaisc, roi de Íarmumu, † v. 717.
                    - Coirpre, roi de Íarmumu, † v. 747.
                      - Cú Chongelt, roi de Iarmumu, † v. 791.
                      - Áed Allán, roi de Íarmumu, † v. 803.

## Sources
- (en) Anonyme, Annales d'Inisfallen en ligne, CELT (Corpus of Electronic Texts, University College Cork.
- (en) Anonyme, Annales d'Ulster (431-1201) en ligne, CELT (Corpus of Electronic Texts, University College Cork.
- (en) Anonyme, Annales de Tigernach en ligne, CELT (Corpus of Electronic Texts, University College Cork.
- (en) Anonyme, Chronicon Scotorum en ligne, CELT (Corpus of Electronic Texts, University College Cork.
- (en) Anonyme, Annales des quatre maîtres, du déluge à 902, en ligne, CELT (Corpus of Electronic Texts, University College Cork.
- (en) Rev. Eugene O'Keeffe, Book of Munster, Généalogies des Eóganachta.
- (en) Thomas M. Charles-Edwards, Early Christian Ireland, Cambridge University Press, Cambridge (2000).  (ISBN 0-521-36395-0).
- (en) Histoire de l'Irlande en cartes.
- Gaël Hily, Le dieu celtique Lugus, École Pratique des Hautes Études, Paris (2007).